# Angraecopsis malawiensis
Angraecopsis malawiensis är en orkidéart som beskrevs av Phillip James Cribb. Angraecopsis malawiensis ingår i släktet Angraecopsis och familjen orkidéer. Inga underarter finns listade i Catalogue of Life.